# Naval History & Heritage Command

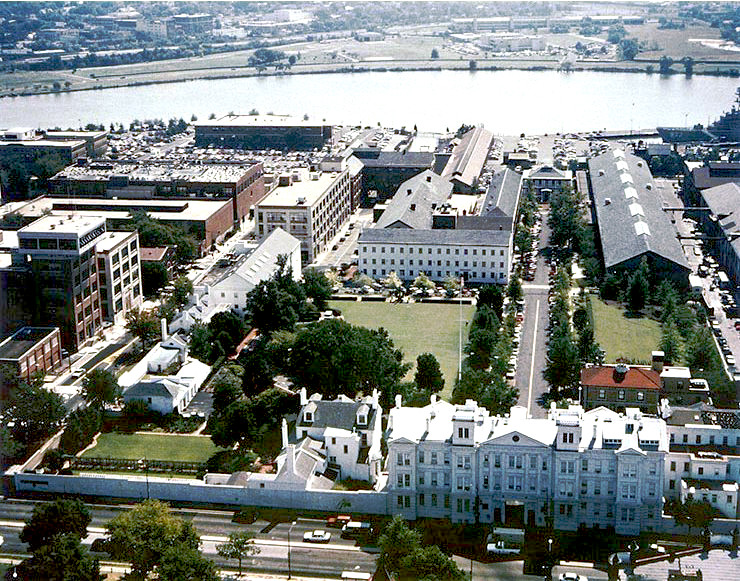
Vue d'une partie du Naval History & Heritage Command installé dans le Washington Navy Yard en 1990.

Le Naval History and Heritage Command, dont le siège est situé dans l'ancien Washington Navy Yard, est un centre de l'United States Navy responsable de la préservation et de l'analyse de l'histoire et de l'héritage naval américain. 

## Historique
Héritière d'une série d'organismes remontant en 1800, son nom actuel date du 1er décembre 2008.

## Organisation
Le NHHC est composé de 42 bâtiments situés dans 13 lieux différents, parmi lesquels 10 musées et le sous-marin musée USS Nautilus. Il édite aussi et maintient le Dictionary of American Naval Fighting Ships.

## Source
- (en) Cet article est partiellement ou en totalité issu de l’article de Wikipédia en anglais intitulé « Naval History & Heritage Command » (voir la liste des auteurs).